# Чихачи
Чихачи — деревня в Торопецком районе Тверской области. Входит в состав Реча́нского сельского поселения.

## История
На топографической карте Фёдора Шуберта 1867 — 1901 годов обозначена деревня Чехачи. Имела 9 дворов.
В списке населённых мест Псковской губернии за 1885 год значится деревня Чихачи (Касимово). Располагалась при ручье Касимовке в 11 верстах от уездного города. Входила в состав Хворостьевской волости Торопецкого уезда. Имела 18 дворов и 78 жителей.
На карте РККА 1923—1941 годов обозначена деревня Чихачи. Имела 24 двора.

## География
Расположена в южной части района. Расстояние до города Торопец — 12 километров, до деревни Речане — 4 километра. Ближайший населённый пункт — деревня Лесная. Недалеко от Чихачей расположено небольшой озеро Катаево.
Климат
Деревня, как и весь район, относится к умеренному поясу северного полушария и находится в области переходного климата от океанического к материковому. Лето с температурным режимом +15…+20 °С (днём +20…+25 °С), зима умеренно-морозная −10…−15 °С; при вторжении арктических воздушных масс до −30…-40 °С.
Среднегодовая скорость ветра 3,5—4,2 метра в секунду.

## Население
| 2010 |
| ---- |
| 0    |

В 2002 году население деревни составляло 3 человека.
Национальный состав
Согласно результатам переписи 2002 года, в национальной структуре населения русские составляли 100 % от жителей.